# 采薇
《采薇》是《詩經》的《小雅》一章，是一首描述戰爭的史詩。

## 原文
采薇采薇，薇亦作止。曰歸曰歸，歲亦莫止。
靡室靡家，玁狁之故。不遑啟居，玁狁之故。
采薇采薇，薇亦柔止。曰歸曰歸，心亦憂止。
憂心烈烈，載飢載渴。我戍未定，靡使歸聘。
采薇采薇，薇亦剛止。曰歸曰歸，歲亦陽止。
王事靡盬，不遑啟處。憂心孔疚，我行不來！
彼爾維何？維常之華。彼路斯何？君子之車。
戎車既駕，四牡業業。豈敢定居？一月三捷。
駕彼四牡，四牡騤騤。君子所依，小人所腓。
四牡翼翼，象弭魚服。豈不日戒？玁狁孔棘！
昔我往矣，楊柳依依。今我來思，雨雪霏霏。
行道遲遲，載渴載飢。我心傷悲，莫知我哀！

## 译文
采薇采薇一把把，薇菜新芽已长大。说回家呀道回家，眼看一年又完啦。有家等于没有家，为跟玁狁去厮杀。没有空闲来坐下，为跟玁狁来厮杀。
采薇采薇一把把，薇菜柔嫩初发芽。说回家呀道回家，心里忧闷多牵挂。满腔愁绪火辣辣，又饥又渴真苦煞。防地调动难定下，书信托谁捎回家！
采薇采薇一把把，薇菜已老发杈枒。说回家呀道回家，转眼十月又到啦。王室差事没个罢，想要休息没闲暇。满怀忧愁太痛苦，生怕从此不回家。
什么花儿开得盛？棠棣花开密层层。什么车儿高又大？高大战车将军乘。驾起兵车要出战，四匹壮马齐奔腾。边地怎敢图安居？一月要争几回胜！
驾起四匹大公马，马儿雄骏高又大。将军威武倚车立，兵士掩护也靠它。四匹马儿多齐整，鱼皮箭袋雕弓挂。哪有一天不戒备，军情紧急不卸甲！
回想当初出征时，杨柳依依随风吹；如今回来路途中，大雪纷纷满天飞。道路泥泞难行走，又渴又饥真劳累。满心伤感满腔悲。我的哀痛谁体会！

## 賞析
周朝多戰爭，西周時玁狁強盛﹐威脅周室，但創作時代不清楚，有周文王、周懿王、周宣王三種說法，現在以宣王說較有力，《采薇》描寫一位戍卒在归途中深感苦難的作品。王夫之《姜斋诗话》稱此詩“以乐景写哀，以哀景写乐，一倍增其哀乐”。刘熙载《艺概》稱此詩“雅人深致，正在借景言情”。清人方玉润在《诗经原始》一书中称赞此诗“言情写景，可谓真实樸至。”。